# Paul Yates
Paul Yates (...) è un regista e musicista statunitense.

## Biografia
Rimane orfano all'età di 15 anni, diventando quindi un senzatetto.
Nonostante questo, Yates riesce a frequentare il corso di fotografia dell'Università di New York, dove consegue il BFA (Bachelor of Fine Arts) nel 1994 e consegue quindi, nel 2006 il MFA (Master of Fine Arts), la laurea in regia presso l'AFI Conservatory, una delle cinque università americane più prestigiose nel campo.

## Regista
È regista di video musicali per artisti quali Moby, R.E.M., The Dandy Warhols ed altri.
I suoi film e cortometraggi sono stati presentati in festival internazionali quali quello di Berlino, di L'Avana e di Singapore. In particolare, Modulations è stato proiettato al Sundance Film Festival e Onion Underwater al Tribeca Film Festival nel 2007.
È stato sceneggiatore e regista di alcuni episodi della serie televisiva Battlestar Galactica.

## Musicista
È stato tastierista di Moby per tutti gli anni novanta, prendendo parte ai concerti dal vivo. In questa veste ha suonato anche a Woodstock 1999.